# Blažej Konvalina
Blažej Konvalina (3. ledna 1919 Blížkovice – 22. ledna 1942 Purfeelt Farm, Hornchurch) byl český zámečník a pilot.

## Biografie
Blažej Konvalina se narodil v roce 1919 v Blížkovicích, vyučil se zámečníkem a spolu s přítelem Jaroslavem Hloužkem pracoval jako zámečník v Moravských Budějovicích. Později se v rámci akce 1000 pilotů republice přihlásil k letectvu. Po výcviku sloužil jako pilot v Prostějově. Po začátku okupace byl propuštěn z armády a vrátil se do Blížkovic. V srpnu roku 1939 odešel do Polska, kde vstoupil do československé armády. Později odešel do Lešna, Moskvy, Oděsy, Varny, Konstantinopole, Port Saidu, Adenu, Bombaje, Kapského Města a do Velké Británie. V září roku 1940 dorazil do Británie a přes několik britských jednotek RAF se dostal až do obce Hornchurch, kde nastoupil do 313. československé stíhací perutě. Působil tam až do své smrti v roce 1942, kdy při cvičném souboji s Ottou Špačkem havaroval a zemřel. Byl pohřben v obci Hornchurch, východním předměstí Londýna.
Po skončení druhé světové války v roce 1947 byl in memoriam povýšen na rotmistra. V roce 1997 byla prsť ze hřbitova v Hornchurch dovezena do Blížkovic, kde byla uložena do rodinného hrobu rodiny Konvalinových. Jeho jméno je uvedeno na pomníku obětem druhé světové války v Praze 6 a v rodných Blížkovicích.
Matka Blažeje Konvaliny byla zatčena gestapem a uvězněna v Kounicových kolejích, později byla pro nedostatek důkazů propuštěna. Otto Špaček byl shledán vinným za leteckou nekázeň a degradován, následně se v červenci 1942 vrátil do 313. československé stíhací perutě a získal zpět hodnost seržanta.